# Cerkiew św. Mikołaja w Szychowicach

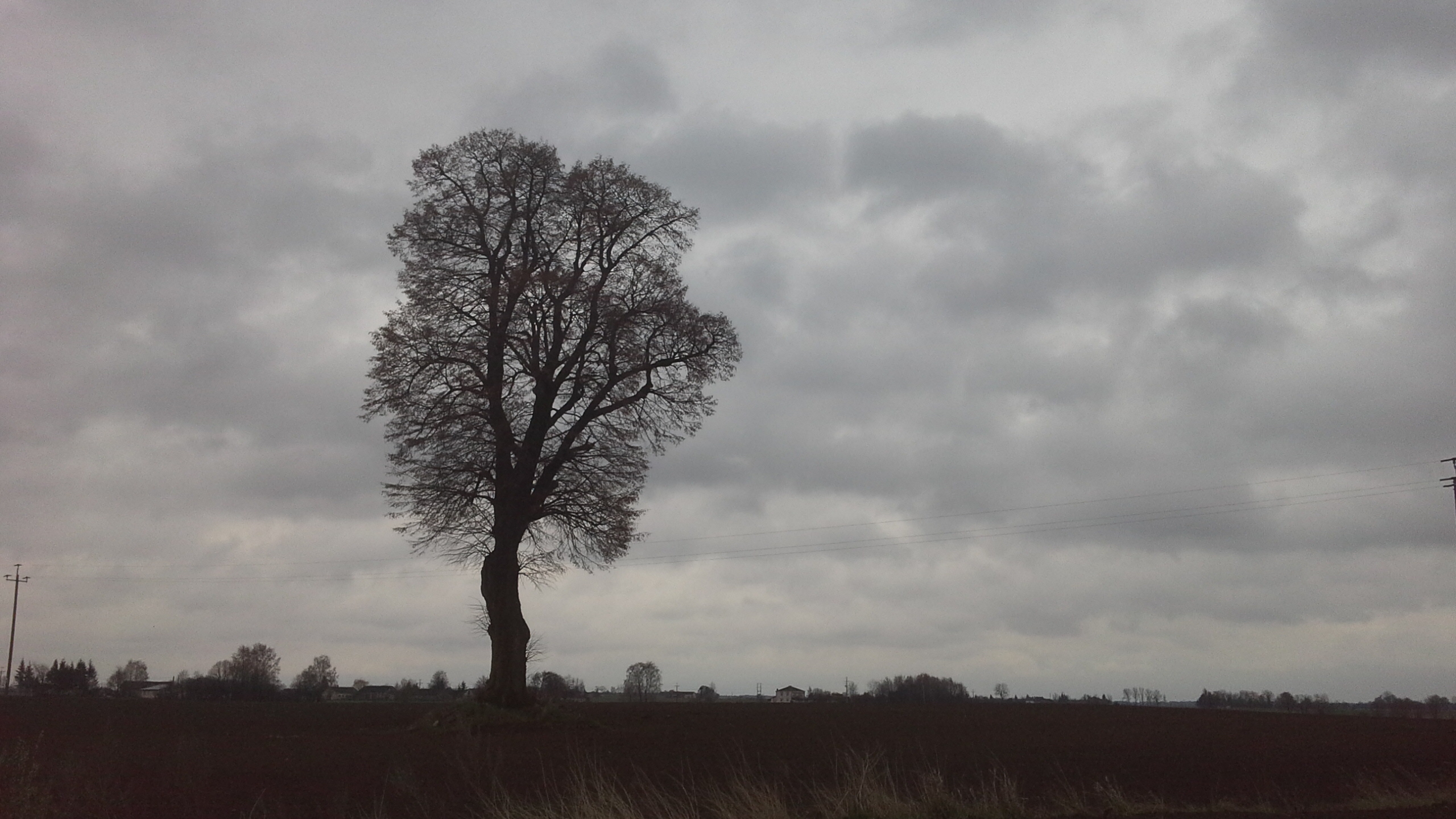
Miejsce, gdzie dawniej znajdowała się cerkiew

Cerkiew św. Mikołaja – prawosławna murowana cerkiew w Szychowicach, wzniesiona w 1882 i rozebrana w latach 50. XX w.

## Historia
Pierwsza cerkiew św. Mikołaja, należąca do dekanatu hrubieszowskiego unickiej diecezji chełmskiej, istniała przed 1760. Była to budowla drewniana. W ramach likwidacji unickiej diecezji chełmskiej parafia szychowicka została przymusowo przyłączona do eparchii chełmsko-warszawskiej Rosyjskiego Kościoła Prawosławnego. Według niektórych źródeł już po 1875 w Szychowicach wzniesiona została nowa cerkiew. Działała do 1915, gdy miejscowi wierni udali się na bieżeństwo. Cztery lata później świątynia była już użytkowana ponownie; część wiernych wróciła z Rosji, polskie władze wystawiły służącemu w niej kapłanowi specjalną delegację. Następnie w Szychowicach powstała etatowa parafia, należąca do dekanatu hrubieszowskiego diecezji warszawsko-chełmskiej Polskiego Autokefalicznego Kościoła Prawosławnego, licząca w 1939 r. 6800 wiernych.
W 1938 do cerkwi przeniesiono otoczoną lokalnym kultem Prehoryłską Ikonę Matki Bożej, pochodzącą z cerkwi Narodzenia Matki Bożej w Prehoryłem, zniszczonej w czasie akcji polonizacyjno-rewindykacyjnej.
Po II wojnie światowej i wywiezieniu z Lubelszczyzny prawosławnych Ukraińców cerkiew w Szychowicach została zaadaptowana na spółdzielnię produkcyjną, a następnie rozebrana. Przeciwko tej decyzji bezskutecznie protestował dziekan lubelski i proboszcz parafii Przemienienia Pańskiego w Lublinie ks. Aleksy Baranow. Prawosławna diecezja lubelsko-chełmska ubiega się o odszkodowanie za zniszczoną świątynię. W Szychowicach pozostał czynny cmentarz prawosławny, którym opiekuje się parafia w Hrubieszowie.